# João Lucas e Marcelo
João Lucas e Marcelo (stylisé João Lucas & Marcelo) est un duo brésilien de sertanejo, actif entre 2011 et 2019.

## Histoire
Le groupe est formé par les amis Rafael Ribeiro de França (João Lucas) et Marcelo Bernardes de Oliveira (Marcelo). Ils sont surtout connus pour leur tube Eu Quero Tchu, Eu Quero Tcha, qui est devenu l'une des chansons les plus téléchargées sur iTunes au Brésil,,. et qui atteint la 6e place du classement Billboard Brazil Hot 100 Airplay.
Après le succès retentissant de leur première chanson, les chanteurs enchaînent les succès tels que Louca Louquinha, enregistré en partenariat avec MC K9 et Dennis DJ - qui devient la chanson la plus jouée dans les charts en 2013 selon Ecad ; l'année suivante, ils sortent Joga o copo pro alto, en partenariat avec Ronaldinho Gaúcho et en 2015, ils reviennent en tête des charts avec Agora é pra valer, enregistré en partenariat avec Wesley Safadão. En 2017, ils sortent Morango e Mel. En 2019, après des différends financiers, le duo se sépare. Marcelo Martins poursuit une carrière solo et travaille sur son nouvel album, dont la chanson Anjo de Balada est le point d'orgue. João Lucas, lui, s'aventure en politique en tant que député fédéral en 2018, mais sans succès. 

## Discographie

### Albums studio
- 2011 : João Lucas & Marcelo (CD)
- 2013 : A Vida É Uma Festa! (Ao Vivo) (CD/DVD)
- 2015 : Agora é pra valer (CD)

### Singles
- 2011 : O Pegador
- 2012 : Eu Quero Tchu, Eu Quero Tcha (Neymar)
- 2012 : Vuco Vuco
- 2012 : Louca Louquinha (avec MC K9)
- 2013 : Se Beijar na Boca dá Sapinho
- 2014 : Dennis DJ - Joga o Copo Pro Alto (Vamos Beber) (avec João Lucas & Marcelo et Ronaldinho Gaúcho)
- 2015 : Dennis DJ - Musa (avec João Lucas e Marcelo)
- 2015 : Agora é Pra Valer (avec Wesley Safadão)
- 2017 : Morango e Mel

### DVD
- 2013 : A Vida É Uma Festa! (Ao Vivo) (CD/DVD)